# Pavel Sukosyan
Pavel Sukosyan (em russo:  Павел Алексеевич Сукосян ; Krasnodar, 14 de janeiro de 1962) é um handebolista profissional da Rússia, campeão olímpico.
Nos Jogos Olímpicos de 2000, em Sydney, Pavel Sukosyan fez parte da equipe russa que sagrou-se campeã olímpica. Com oito partidas. Ele também fez parte do elenco de 2004, mas não atuou,